# Оттауэй, Катберт
Ка́тберт Джон О́ттауэй (англ. Cuthbert John Ottaway; 19 июля 1850 — 2 апреля 1878) — английский футболист, нападающий. Один из участников первого в истории матча футбольных сборных в составе сборной Англии, в которой был капитаном.
Представлял Оксфордский университет в пяти разных видах спорта, включая футбол, лёгкую атлетику, крикет, рэкетс и реал-теннис, что до сих пор остаётся непревзойдённым рекордом.

## Биография
Катберт Оттауэй родился в Дувре и был единственным ребёнком в семье Джеймса Оттауэя, хирурга и бывшего мэра города. Образование получил в Итонском колледже и Брейзноус-колледже (Оксфордский университет), где проявил выдающиеся способности к разным видам спорта. Представлял Итонский колледж в ежегодном крикетном матче против Харроу, дважды играл в чемпионате государственных школ по рэкетсу в парном разряде, представлял Оксфордский университет в турнире по футболу (1874), крикету (с 1870 по 1873 год), рэкетсу (с 1870 по 1873 год), лёгкой атлетике (1873) и реал-теннису (с 1870 по 1872 год). Оксфордская газета написала в его некрологе, что он был «великим крикетистом… лучшим игроком в рэкетс среди любителей своего времени, первоклассным футболистом и достойным спринтером».
Оттауэй работал барристером и занимался юридической практикой до своей смерти.
В августе 1877 года женился на Мэрион Стинсон из Гамильтона (Онтарио), с которой познакомился, когда ей было ещё 13 лет во время турне в Канаду со сборной Англии по крикету.
Умер 2 апреля 1878 года в результате осложнений от респираторной инфекции, полученной «во время ночных танцев». Точная причина его смерти неизвестна. В семье Оттауэя были случаи диабета, что повышало риски респираторных инфекций. Также возможно, что Катберт болел туберкулёзом. Уже после его смерти у Катберта родилась дочь, которую назвали Лилиан. Лилиан вышла замуж за канадского политика сэра Адама Бека, став леди Бек. Катберт Оттауэй был похоронен на старом кладбище Паддингтона в лондонском боро Брент.

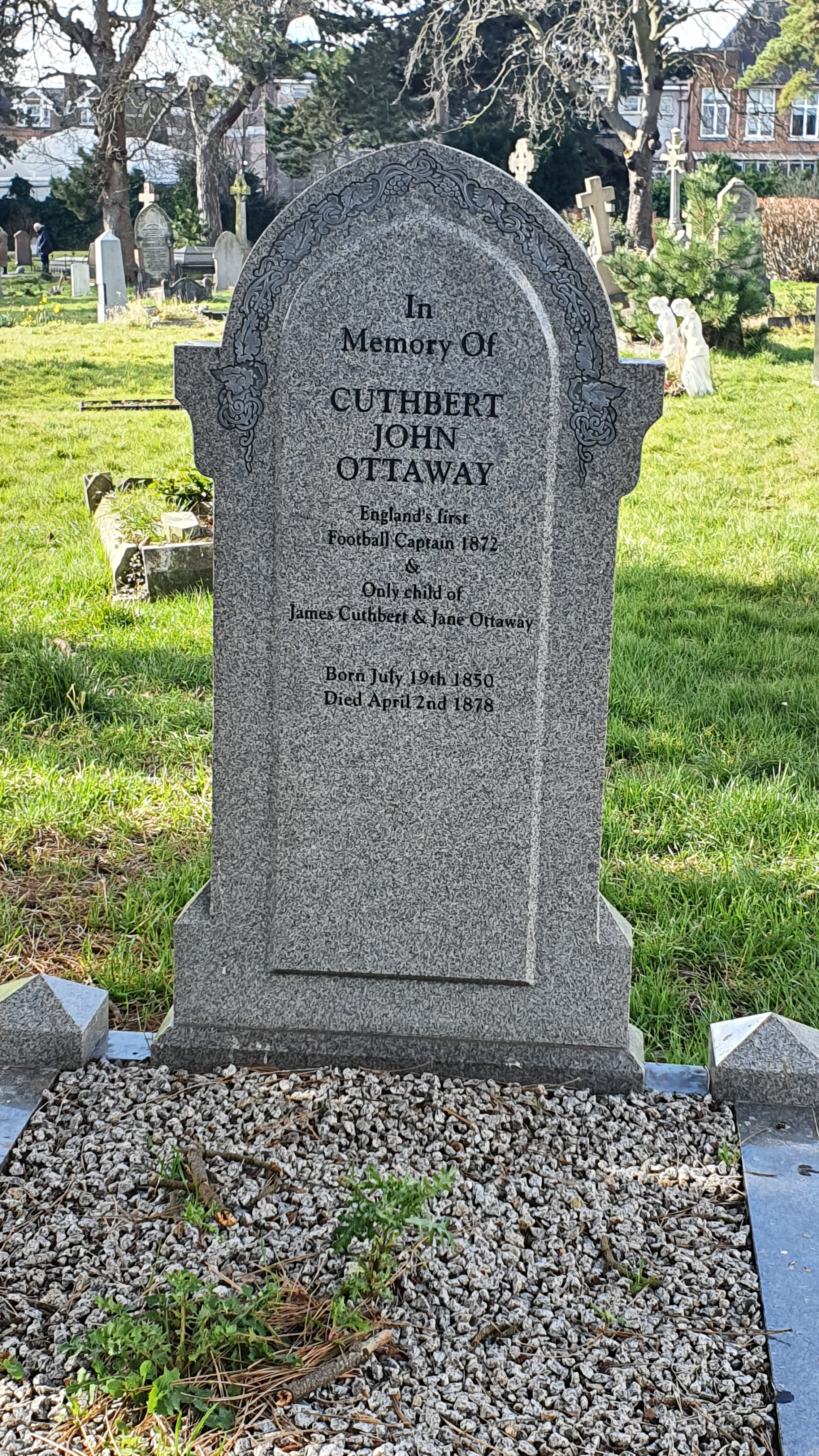
Могила Катберта Оттауэя

## Клубная карьера
Наибольших успехов Оттауэй достиг в футболе. Он учился в Итоне, а затем в Оксфорде в тот период, когда эта игра набирала популярность в Англии. Катберт играл за футбольные клубы «Оксфорд Юниверсити», «Олд Итонианс», «Кристал Пэлас» и «Марлоу».
Оттауэй сыграл в первом розыгрыше Кубка Англии за любительские две команды, «Марлоу» и «Кристал Пэлас». 10 февраля 1872 года сыграл в первом «официальном» матче «Оксфорд Юниверсити» против «Рэдли Колледж», забив в этой игре гол.

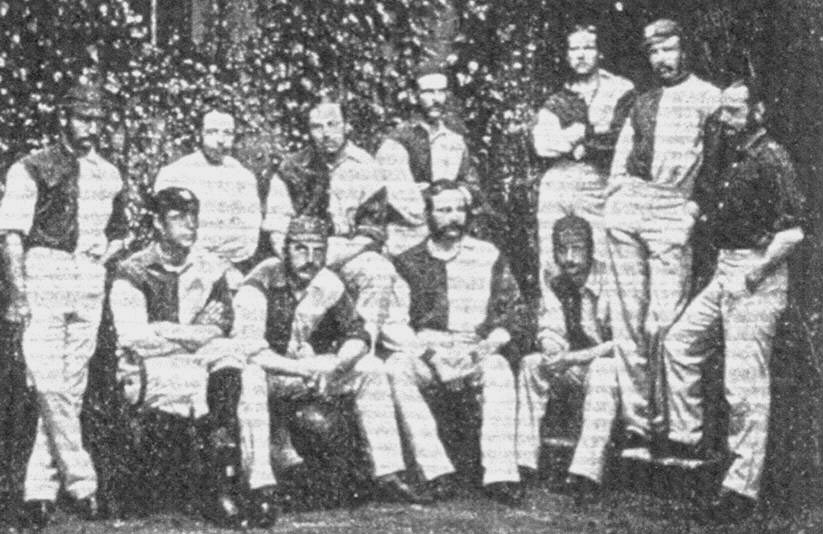
Команда «Оксфорд Юниверсити», выигравшая Кубок Англии 1874 года (Оттауэй сидит первым слева)

В 1873 году был капитаном «Оксфорд Юниверсити», который вышел в финал Кубка Англии, но проиграл в нём клубу «Уондерерс». В следующем году «Оксфорд Юниверсити» вновь вышел в финал Кубка Англии, но на этот раз уже одержал победу над клубом «Ройал Энджинирс». Вскоре после этого Оттауэй принял участие в первой университетской игре между «Оксфорд Юниверсити» и «Кембридж Юниверсити». Игра была «странной», так как все 11 игроков «Кембриджа» всю игру стояли у линии своих ворот. Оттауэй попросил своих игроков держаться подальше «выманивать» соперника от ворот, в итоге им удалось забить один гол и команда Оксфорда выиграла со счётом 1:0
В 1875 году уже в составе «Олд Итонианс» Оттауэй сыграл уже в своём третьем финале Кубка Англии против «Ройал Энджинирс». На 37-й минуте игры он получил сильный удар по лодыжке и вынужден был покинуть поле, а так как замен тогда не было, его команда провела остаток матча в меньшинстве. Игра завершилась вничью 1:1, а в переигровке, которая прошла через три дня, победу одержал «Ройал Энджинирс», но Катберт не принял в ней участия из-за травмы.
Нет никаких данных о том, что Оттауэй играл в футбол после финала Кубка Англии 1875 года, возможно, из-за травмы, полученной в том матче. Биограф Оттауэя Майкл Саутуик предположил, что травма лодыжки «положила конец его футбольной карьере».

## Карьера в сборной
30 ноября 1872 года был капитаном сборной Англии в первом официально признанном матче национальных сборных, в котором англичане сыграли против сборной Шотландии. Англичане доминировали в матче, но не смогли пройти плотную оборону шотландцев. Игра англичан была основана на «безудержном индивидуализме» и игре в дриблинг, тогда как комбинационная игра в пас ещё не практиковалась. Матч завершился вничью со счётом 0:0.
Оттауэй не сыграл в ответном матче, который прошёл в Лондоне 8 марта 1873 года (победа англичан со счётом 4:2), однако вновь вышел на поле в качестве капитана англичан в третьем матче своей сборной против шотландцев 7 марта 1874 года. На этот раз шотландцы одержали победу со счётом 2:1.
Капитаном англичан в первом матче должен был стать Чарльз Олкок, но он получил травму перед матчем. По мнению биографа Оттауэя Майкла Саутуика, Олкок единолично решил отдать капитанскую повязку капитану «Оксфорд Юниверсити». Тогда как по версии The Field решение о капитанстве было принято единогласным решением англичан, так как Оттауэй был признан «самым достойным для принятия командования».

## Стиль игры и репутация
Катберт Оттауэй играл в основном на позиции центрального нападающего в схеме с семью или восемью нападающими в 1870-е годы. Его описывали как «великолепного форварда, быстрого и очень умело обращающегося с мячом». Он «мог выстоять против всех соперников» и был «элегантным дриблером». В те времена, когда процветала физические противостояния габаритов и зачастую грубая игра, Оттауэй отличался «грацией» и дриблингом, помогающим ему проходить через «сонм врагов».
Оттауэй пользовался уважением других футболистов, однако есть данные, что он был снобом, что не было редкостью для людей его класса и времени. Футболист-любитель из Шеффилда Чарльз Клегг (будущий президент Футбольной ассоциации), который сыграл с Оттауэем в первом матче сборной Англии, впоследствии вспоминал, что «снобы с юга» с ним даже не разговаривали.

## Крикет
Оттауэй играл в крикет за команду Итонского колледжа, Оксфордского университета, команду «джентльменов», команду юга Англии, а также за крикетные клубы графств Мидлсекс и Кент и клуб «Марилебон». В 1872 году в составе сборной Англии по крикету участвовал в турне по США и Канаде.

## Достижения
Оксфорд Юниверсити
- Обладатель Кубка Англии: 1874
- Финалист Кубка Англии: 1873

Олд Итонианс
- Финалист Кубка Англии: 1875